# Winfred Yavi
Winfred Mutile Yavi (født 1999) er en kenyansk-født atlet, som siden august 2016 har konkurreret for Bahrain.
Hun blev verdensmester i 3000 meter hækkeløb ved verdensmesterskaberne i atletik i 2023 i Budapest og olympisk mester ved OL i 2024 i Paris. Hun vandt bronze i 3000 meter hæk ved U20 verdensmesterskaberne i atletik 2018.